# Stade Municipal Guy Piriou
Stade Municipal Guy Piriou – stadion piłkarski w Concarneau, we Francji. Został otwarty w 1988 roku. Może pomieścić 6500 widzów. Swoje spotkania rozgrywają na nim piłkarze klubu US Concarneau.
W nocy z 15 na 16 października 1987 roku huragan spowodował znaczne szkody na poprzednim obiekcie klubu US Concarneau, Stade Yves Tual. Nie zdecydowano się na odbudowę zniszczonego stadionu, zamiast tego w odległości 150 m postanowiono wybudować nową arenę. Nowy obiekt, pierwotnie zwany Stade de Kérampéru, otwarto w 1988 roku.
11 marca 2011 roku stadionowi nadano nową nazwę, Stade Municipal Guy Piriou.
W 2018 roku obiekt był jedną z aren 9. edycji piłkarskich Mistrzostw Świata U-20 kobiet. Rozegrano na nim sześć spotkań fazy grupowej oraz dwa mecze ćwierćfinałowe tego turnieju.